# Pièce touchée
Bij een bordspel als schaken of dammen geldt over het algemeen de regel dat de spelers de stukken niet mogen aanraken, behalve om een zet te doen. Dit heet de pièce-touchée-regel. Informeel zegt men ook wel toucher est jouer of aanraken-is-zetten.
Als een speler die aan zet is, opzettelijk een stuk aanraakt dan is hij verplicht om met dat stuk een zet te doen. Dat geldt bij schaken ook als hij een stuk van de tegenstander heeft aangeraakt, zetten met een stuk van de tegenstander betekent dat het stuk geslagen wordt.
Is het niet mogelijk om met het aangeraakte stuk een reglementaire zet te doen, dan heeft het aanraken geen gevolgen.

## Meer dan één stuk
Wat is de regel als een speler meer dan één stuk aanraakt? Intuïtief ligt het voor de hand dat er dan gezet moet worden met het stuk dat het eerst werd aangeraakt. Dat is inderdaad het geval volgens artikel 4 van het FIDE-reglement: 
(...) if the player having the move deliberately touches on the chessboard:

a. one or more of his own pieces, he must move the first piece touched which can be moved

b. one or more of his opponent’s pieces, he must capture the first piece touched which can be captured
Strikt noodzakelijk is dit artikel niet. Immers, nadat een speler een stuk heeft aangeraakt, is hij verplicht met dat stuk te zetten (vooropgesteld dat dat mogelijk is). Raakt hij daarna een ander stuk aan, dan is een reglementaire zet met dat stuk niet mogelijk, want hij moet met het eerste stuk zetten.
Zijn er bij schaken twee stukken aangeraakt en is er een zet mogelijk waarbij beide aangeraakte stukken betrokken zijn (bij schaken is dat dus slaan of rokeren), dan moet natuurlijk met beide stukken gezet worden. Deze regel geldt niet bij dammen.
Promoveert er een pion, dan mag de speler ongestraft tussen de voorraad ongebruikte stukken graaien om er een dame of ander stuk uit te halen. Zijn keus is definitief als het gekozen stuk op het promotieveld staat.

## Zetten en loslaten
Als een speler een reglementaire zet uitvoert, dan is zijn zet voltooid op het moment dat hij het stuk loslaat. De zet kan dan niet meer worden teruggenomen, ook al is de schaakklok nog niet ingedrukt.
Als een speler een onreglementaire zet uitvoert, dan moet die zet worden teruggenomen en moet een andere zet worden gedaan. Dit is geen uitzondering op de pièce-touchéeregel: er moet zo mogelijk worden gezet met het aangeraakte stuk.
Anders is het als een speler een onreglementaire zet uitvoert die reglementair kan worden gemaakt door nog iets anders te doen. Dat is bij schaken het geval als hij een gedeeltelijke rokade uitvoert (hij verplaatst alleen de koning) en als hij een pion op de achterste rij zet zonder een nieuw stuk te kiezen. Bij dammen kan het voorkomen dat een speler een enkel stuk slaat, terwijl er nog meer stukken geslagen kunnen worden of dat hij stukken slaat zonder de geslagen stukken van het bord te nemen. In dat geval kan de onvolledige zet niet meer worden teruggenomen.
Bij snelschaak gelden andere regels: een onreglementaire zet leidt hier tot verlies van de partij.

## Uitzondering
De pièce-touchéeregel is bij schaken niet van toepassing als een speler een stuk onopzettelijk aanraakt, door een onhandige beweging. Bij dammen is in deze situatie de pièce-touchéeregel wel van toepassing.
Verder kan het voorkomen dat een speler een slordig neergezet stuk recht wil zetten. In dat geval moet de speler zich vooraf verontschuldigen (de internationale bewoording is “J'adoube”, maar hij mag ook iets anders zeggen) en dan hoeft hij niet met het aangeraakte stuk te zetten.
Het gebeurt weleens dat een speler een stuk aanraakt, met de bedoeling ermee te zetten, terwijl hij zich op hetzelfde moment realiseert dat hij een fout begaat. 
In dat geval is de pièce-touchéeregel dus van toepassing.
De Joegoslavische speler Milan Matulović loste dat probleem eens op door haastig “J'adoube” te zeggen; dit werd als valsspelen beschouwd.
Blinden spelen op de tast (met aangepast materiaal: de stukken staan in een opening zodat ze niet makkelijk omgegooid worden en het verschil tussen zwarte en witte stukken is voelbaar) en het spreekt vanzelf dat zij de stukken ongestraft mogen aanraken. (Dit moet niet worden verward met blindschaken, waarbij men uit het hoofd speelt.) Als een blinde een stuk optilt, geldt het stuk als aangeraakt en is de pièce-touchéeregel van toepassing.

## Bridge
Bij bridge geldt ook een dergelijke regel.  
Als de leider een kaart uit zijn hand neemt en die raakt (nagenoeg) de tafel, moet hij die spelen. En als de leider een kaart van de blinde oppakt of noemt, dan moet hij die kaart bijspelen. Moet de leider uit de andere hand spelen, een vergissing die vrij vaak voorkomt, dan moet dat zo mogelijk een kaart zijn van dezelfde kleur. Dit alles geldt alleen als dat reglementair kan. Kan het niet, dan heeft de overtreding geen gevolgen. Wel mag de leider de kaarten van de blinde ongestraft rangschikken en een kaart pakken die onder een andere kaart ligt.
Een verdediger die (per ongeluk) een kaart laat zien, is verplicht die kaart te spelen zodra dat reglementair mogelijk is. Hier is een goede reden voor: door een kaart te laten zien, verraadt men (aan de partner) wat men in de hand heeft, zodat de loop van het spel beïnvloed wordt, wellicht in het voordeel van de overtreder. Kan er niet direct met de strafkaart gespeeld worden, dan blijft de kaart op tafel liggen  totdat er reglementair mee gespeeld kan worden, in een latere slag. 